# Football Association of Chile
La Football Association of Chile (FAC) fue la asociación deportiva más antigua a cargo del desarrollo del fútbol en Chile y es la antecesora de la actual Federación de Fútbol de Chile (FFCh). Fue fundada el 19 de junio de 1895, habiéndose constituido en un hito fundamental en el proceso de incorporación de la práctica de deportes en Chile, que había comenzado 35 años atrás con la fundación del Valparaíso Cricket Club en 1860, del Viña del Mar Lawn Tennis Club en 1864, del Club Gimnástico Alemán en 1865 y del Valparaíso Paperchase Club en 1870.
Según la tradición, el primer campo donde se jugó al fútbol en Chile, fue en uno de los terrenos del colegio británico The Mackay School, en el Cerro Alegre, lugar de residencia de muchos miembros de la colonia inglesa en Valparaíso y quienes habrían creado el primer club de fútbol de la historia de Chile: el Mackay and Sutherland Football Club, en 1882, que fue uno de los fundadores de la Football Association of Chile.

## Historia

### Fundación y primeros años
En el Café Pacífico de la Calle del Cabo en Valparaíso, los miembros del Comitee of Sports decidieron juntarse, el 19 de junio de 1895 a las 20:30 horas, para dar forma a la primera asociación de clubes de fútbol del país: la Football Association of Chile (FAC). En dicha reunión participaron seis clubes: Valparaíso, Mackay and Sutherland, Chilian, Victoria Rangers, National y Valparaíso Wanderers. Como estímulo para futuras competencias, la casa Tolson & Osborne ofreció una copa de plata. Si un club la ganaba en dos años consecutivos o en tres alternados, se la adjudicaba y pasaba a ser de su absoluta propiedad.
La primera reunión de la entidad fue dirigida por R. W. Bailey, de quien se dice que fue la primera persona en importar a Chile un balón de fútbol desde Inglaterra. La primera directiva estuvo formada por: David N. Scott (presidente), Andrés Gemmell (secretario) y Robert H. Reid (tesorero), periodista del diario The Chilian Times de Valparaíso. Se acordó, además, que cada club debía pagarse una cuota anual de $5.
En sus primeros años, la Football Association of Chile solo tenía injerencia sobre los clubes de Valparaíso y mantenía buenas relaciones con clubes y federaciones de Santiago, Concepción, Coquimbo y Antofagasta, pero su influencia no iba más allá.

### Asociación Atlética y de Football de Chile
En 1912, con el objetivo de transformarse en una entidad de carácter nacional, agrupando a todas las demás asociaciones y federaciones diseminadas por el país, la Football Association of Chile, bajo la iniciativa de su presidente Andrés Gemmel, cambió su nombre a Asociación Atlética y de Football de Chile o simplemente Asociación de Football de Chile (AFCh). En esa asamblea, realizada en el Hotel Francia de Viña del Mar, asistieron los representantes de las ligas de Valparaíso, Liga Santiago, Liga Antofagasta y Liga Iquique. El primer gran paso en su consolidación se dio al promover la realización del primer Campeonato Nacional de Fútbol. Dichos campeonatos reunían a una selección de cada una de las asociaciones de fútbol del país, y en general no recibía a equipos particulares. En su primera versión, el torneo fue ganado por Antofagasta.
Al igual que su similar argentina, la Argentine Association Football League, la AFCh se afilió prontamente a La Asociación del Fútbol (The Football Association de Inglaterra), buscando su inserción internacional y, posteriormente, en 1913, se afilió a la FIFA.
En los tres primeros años, bajo el nombre de Asociación Atlética y de Football de Chile, se produjeron ásperas disputas y rivalidades, principalmente entre los dirigentes ingleses, fundamentalmente instalados en Valparaíso, y los criollos que controlaban el fútbol en la capital, bajo el alero de la Federación Sportiva Nacional (FSN). Un ejemplo fue la división entre las asociaciones y ligas de Santiago. Estas situaciones se repitieron de diversa forma en otras asociaciones a lo largo del país, hasta que en 1915 se constituyó un comité internacional formado por Juan Esteban Ortúzar y Roberto Balbontín, en representación de la AFCh, y por los señores Amtmann y Bráñez, en representación de la FSN, cuyo objetivo era organizar el cuadro internacional y dirigir todo lo relacionado con la representación de Chile ante Argentina, Uruguay y Brasil, con miras a la primera edición del Campeonato Sudamericano de Fútbol (actual Copa América), a realizarse en 1916, en la ciudad de Buenos Aires. Además, la AFCh pasó a formar parte del grupo de fundadores de la Confederación Sudamericana de Fútbol (CONMEBOL), junto a los representantes de Argentina, Brasil y Uruguay.

### Liga Valparaíso
Sin embargo, pasaron varios años antes de que lograra legitimarse una asociación reconocida por todos. Como solución a la desafiliación de Chile de la FIFA en 1925, el 24 de enero de 1926, la Federación de Football de Chile se fusionó con la Asociación de Football de Chile, creando así una sola entidad que pasó a controlar el destino del fútbol de Chile. Para la unificación se mantuvo el nombre de Federación de Football de Chile y la sede en Valparaíso, acción que fue reconocida en abril por la CONMEBOL y en julio, de forma provisoria, por la FIFA. Finalmente, su sede se trasladó desde Valparaíso a Santiago el 28 de abril de 1929, manteniendo su jurisdicción sobre todo el país.
Por su parte, la ex-Football Association of Chile pasó a denominarse Liga Valparaíso como una entidad de carácter regional. Cabe consignar que la Football Association of Chile perdió mucha de su importancia después de la Primera Guerra Mundial, ya que gran parte de los jugadores (de origen inglés) que la conformaban partieron a dicha guerra.

## Historial
La siguiente tabla muestra los campeones de la Asociación desde 1896 hasta 1939, último torneo antes de que los principales clubes se retiraran para formar la Asociación Porteña de Fútbol Profesional.
| Temporada | Campeón                      | Subcampeón                                        |
| --------- | ---------------------------- | ------------------------------------------------- |
| 1896      | Valparaíso                   | Mackay and Sutherland                             |
| 1897      | Valparaíso                   | Valparaíso Wanderers                              |
| 1898      | Valparaíso                   | Valparaíso Wanderers                              |
| 1899      | Victoria Rangers             | Valparaíso y National                             |
| 1900      | Valparaíso                   | Badminton                                         |
| 1901      | Valparaíso                   | Badminton                                         |
| 1902      | Valparaíso                   | Badminton                                         |
| 1903      | Valparaíso                   | Badminton                                         |
| 1904      | Valparaíso                   | Santiago Wanderers                                |
| 1905      | Badminton                    | Valparaíso                                        |
| 1906      | Badminton                    | Santiago Wanderers                                |
| 1907      | Santiago Wanderers           | Badminton                                         |
| 1908      | Badminton                    | Santiago Wanderers                                |
| 1909      | Santiago Wanderers           | Badminton                                         |
| 1910      | Valparaíso                   | Gold Cross                                        |
| 1911      | Valparaíso                   | Santiago Wanderers                                |
| 1912      | Badminton                    | Gold Cross                                        |
| 1913      | Santiago Wanderers           | Gold Cross                                        |
| 1914      | La Cruz                      | Santiago Wanderers                                |
| 1915      | Santiago Wanderers           | La Cruz                                           |
| 1916      | La Cruz                      | Santiago Wanderers                                |
| 1917      | Santiago Wanderers           | América                                           |
| 1918      | La Cruz                      | América                                           |
| 1919      | Santiago Wanderers           | La Cruz y Jorge V                                 |
| 1920      | Artillería de Costa          | Santiago Wanderers                                |
| 1921      | Santiago Wanderers           | La Cruz                                           |
| 1922      | La Cruz                      | Santiago Wanderers                                |
| 1923      | La Cruz                      | Deportivo Español                                 |
| 1924      | La Cruz                      | Everton                                           |
| 1925      | La Cruz                      | Everton                                           |
| 1926      | No disputado                 | No disputado                                      |
| 1927      | Valparaíso Ferroviarios      | Everton                                           |
| 1928      | Everton                      | Valparaíso Ferroviarios                           |
| 1929      | La Cruz                      | Everton                                           |
| 1930      | La Cruz                      | Jorge V                                           |
| 1931      | Everton                      | Las Zorras                                        |
| 1932      | Sportiva Italiana            | Viña del Mar                                      |
| 1933      | Santiago Wanderers           | Sportiva Italiana                                 |
| 1934      | Santiago Wanderers           | Valparaíso Ferroviarios                           |
| 1935      | Santiago Wanderers           | Sportiva Italiana                                 |
| 1936      | Valparaíso Ferroviarios      | G. Administración del Puerto                      |
| 1937      | Viña del Mar                 | G. Administración del Puerto                      |
| 1938      | G. Administración del Puerto | Viña del Mar                                      |
| 1939      | Viña del Mar                 | Santiago Wanderers y G. Administración del Puerto |

### Palmarés
| Equipo                       | Títulos | Subcampeonatos | Años campeonatos                                           |
| ---------------------------- | ------- | -------------- | ---------------------------------------------------------- |
| Santiago Wanderers           | 10      | 9              | 1907, 1909, 1913, 1915, 1917, 1919, 1921, 1933, 1934, 1935 |
| Valparaíso                   | 10      | 2              | 1896, 1897, 1898, 1900, 1901, 1902, 1903, 1904, 1910, 1911 |
| La Cruz                      | 9       | 3              | 1914, 1916, 1918, 1922, 1923, 1924, 1925, 1929, 1930       |
| Badminton                    | 4       | 6              | 1905, 1906, 1908, 1912                                     |
| Everton                      | 2       | 4              | 1928, 1931                                                 |
| Valparaíso Ferroviarios      | 2       | 2              | 1927, 1936                                                 |
| Viña del Mar                 | 2       | 2              | 1937, 1939                                                 |
| G. Administración del Puerto | 1       | 3              | 1938                                                       |
| Sportiva Italiana            | 1       | 2              | 1932                                                       |
| Victoria Rangers             | 1       |                | 1899                                                       |
| Artillería de Costa          | 1       |                | 1920                                                       |
| Gold Cross                   |         | 3              |                                                            |
| Valparaíso Wanderers         |         | 2              |                                                            |
| América                      |         | 2              |                                                            |
| Jorge V                      |         | 2              |                                                            |
| Mackay and Sutherland        |         | 1              |                                                            |
| National                     |         | 1              |                                                            |
| Deportivo Español            |         | 1              |                                                            |
| Las Zorras                   |         | 1              |                                                            |

## Otras categorías

### Primera División B
| Año  |         | Campeón               | Subcampeón |
| 1927 | Florida | Deportivo Playa Ancha |            |

### Segunda División
|  | Segunda División A |  | Segunda División B |

| Año  |               | Campeón     | Subcampeón  |                | Campeón | Subcampeón |
| 1927 | Las Zorras II | América III | La Cruz III | Playa Ancha II |         |            |

### Tercera División
|  | Tercera División A |  | Tercera División B |

| Año  |             | Campeón               | Subcampeón |                | Campeón | Subcampeón |
| 1927 | Defensa III | Santiago Wanderers IV | Defensa IV | Arturo Prat IV |         |            |

### Cuarta División
| Año  |             | Campeón | Subcampeón                |  | Nombre del trofeo |
| 1917 | Everton III |         | Copa League y Copa Melero |  |                   |